# Палаццо Дзанони
Палаццо Дзанони (итал. Palazzo Zanoni) — важное здание, расположенное на Виале Блиньи 60, в районе Порта Вигентина в Милане. Построено в 1886 году архитектором Энрико Дзанони в сотрудничестве с мастером по работе с кованым железом Алессандро Маццукотелли. Здание является ярким примером стиля модерн (Liberty), который был широко использован в миланской архитектуре в конце XIX века.
Алессандро Маццукотелли был под влиянием живописца Джованни Бельтрамми, который основал крупнейшее миланское стекольное производство, посвященное Модерн. Алессандро Маццукотелли обычно делал эскиз, наблюдая за природой, затем возвращался в свою мастерскую, чтобы переработать его, сделав рисунок в натуральную величину на картоне и затем вырезав его, чтобы получить более конкретное представление о своем проекте.
Палаццо Дзанони демонстрирует типичные черты стиля модерн, такие как элегантные декоративные элементы и использование различных материалов, создающих визуальные контрасты. Фасад здания украшен работами Алессандро Маццукотелли, который проявил своё мастерство в создании кованых элементов, таких как балконы, окна и фризы.
Здание также известно своими художественными фресками, созданными Освальдо Биньями.

## История
Палаццо Дзанони было построено для знатной и влиятельной миланской семьи. Это здание часто упоминается как один из лучших примеров стиля модерн в Милане.